# Big Baby Tape
Big Baby Tape, pseudonimo di Egor Olegovič Rakitin (in russo Егор Олегович Ракитин?; Mosca, 5 gennaio 2000), è un rapper e produttore discografico russo.

## Biografia
Originario di Mosca, ha intrapreso la propria attività musicale nel 2015 come produttore discografico. Ad aprile 2017 ha pubblicato il suo primo brano sulla piattaforma SoundCloud, acquisendo la svolta commerciale l'anno seguente attraverso l'uscita di Gimme the Loot, singolo apripista del secondo album in studio Dragonborn. Quest'ultimo ha fatto il proprio ingresso all'11º posto nella classifica dei dischi più consumati in Lettonia e al 15º nella Eesti Tipp-40.
Nel 2019 viene reso disponibile il primo EP, Arguments & Facts, mentre il 6 novembre dello stesso anno è stato messo in commercio il secondo singolo, Trap Luv.
Con l'uscita del disco collaborativo con Kizaru Bandana I ha visto la sua prima numero uno nella Albumų Top 100 lituana. La title track ha infranto il record di Lipsi Ha di Instasamka per il brano con il maggior numero di stream raccolti nella Federazione Russa in 24 ore su Spotify, grazie a oltre 440 000 ascolti.

## Discografia

### Album in studio
- 2018 – Hoodrich Tales
- 2018 – Dragonborn
- 2021 – Bandana I (con Kizaru)
- 2023 – Varskva
- 2024 – Peekaboo (con Aarne)

### EP
- 2019 – Arguments & Facts

### Singoli
- 2018 – Gimme the Loot
- 2019 – Trap Luv
- 2020 – Errday
- 2020 – Balance
- 2020 – Kari
- 2021 – Stick Out (con Kizaru)
- 2021 – Vljubilas' (con Molodoj Platon)
- 2022 – Vlaga (con Arut)
- 2022 – Like a G6
- 2023 – Hoodak MP3 (con Aarne)
- 2023 – Dying 2 Live
- 2023 – M11 (con Alblak 52)
- 2024 – BBTeam Freestyle
- 2024 – No Diddy
- 2024 – Turbo (Majestic)
- 2024 – Chuchuka

### Collaborazioni
- 2019 – 7 dnej (Lil Krystall feat. Big Baby Tape)
- 2019 – Gucci (Alizade feat. Big Baby Tape)